# Црква Светог Саве у Грачацу
Црква Светог Саве у Грачацу, насељеном месту на територији општине Врњачка Бања, припада Епархији жичкој Српске православне цркве и представља непокретно културно добро као споменик културе.

## Положај
Црква Светог Саве налази на шумовитој падини Гоча испод брда Орнице на левој обали Грачачке реке која се улива у Западну Мораву у веома старом селу Грачац, у чијем атару су нађени материјални остаци који указују на то да су античком периоду Римљани насењавали ово подручје. Удаљена је око 4 km, од средине магистралног пута Врњачка Бања — Краљево. Са овог пута цркви се може прићи са њене источне стране, пешице и возилима из два правца асфалтним путем са источне и северне стране. Са јужне стране црквена порта се граничи са густом мешовитом шумом.
У црквеној порти, од 2015. године, налази се сеоски Музеј, у реновираној згради некадашње школе, која датира из 1818. године, према списима Вука Стефановића Караџића.

## Историја
Црква је кроз вишевековни историјски период (за који се претпоставља да је дуг око 800 година) претрпела бројна страдања, због чега нема тачних податке о времену њеним ктиторима. Почетком 19. века од ове цркве су остали само темељи на којима је подигнута нова црква 1812. године. По сеоском предању црква је зидана у исто време када и Манастир Жича, а касније је припадала манастирском имању Жиче (метоху). Верује се да су у цркви заноћиле мошти Светог Саве приликом премештања из Бугарске. Археолошка истраживања 2010. године спроведена су у организацији Завода за заштиту споменика културе у Краљеву. Истраживањима је потврђено постојање старијег објекта чија се основа не поклапа са основом постојећег. У југозападном делу наоса откривена су два укопа. У нивоу пода најстарије грађевине пронађена су два надгробника in situ, која се оквирно датују у период од краја 13. до 15. века. Црква је обновљена у турском периоду, највероватније почетком 17. века, о чему сведоче покретни налази (агијазма и постоља за свећњак), као и плаштаница поклоњена храму 1765. године. Размере обнове цркве из 1812. године није могуће поуздано утврдити. Основа цркве из 1812. године подсећа на архитектуру из времена обнове Патријаршије, али и на неке цркве изграђене у устаничком периоду. Промена у односу на првобитно решење је измештање олтарске преграде дубље у наос како би се добио већи простор унутар апсиде. Такође, у једном тренутку је изврешно подизање висине зидова цркве. Овим истраживањима је потвређно постојање старијег објекта из средњег века, о ком је сећање сачувано кроз народно предање. Ипак, ко су били ктитори и како је најстарији објекат изгледао за сад није могуће утврдити.
Након 2010. године Црквени одбор је без знања Завода извршио нивелацију простора испред улаза у цркву и тиме девастирао постојеће културне слојеве.

## Изглед
Црква која је обновљена 1812. године представља мању правоугаону грађевину наглашено издужене основе, са полукружном апсидом на истоку и малом куполом изнад источног травеја. Унутрашњост цркве је издељена травејима, с тим што је западни травеј нешто већи, тако да је првобитно имао улогу припрате. Засведена је полуобличастим сводом. Поред главног, западног улаза, постоји и уски бочни улаз са севера. Педесетих година прошлог века дограђена је припрата са западне стране, која се током прве деценије 21. века сама урушила. Првобитни под био је од мермерних споменика студеничког типа, облика правоугаоне, односно трапезоидне плоче или крста са декорацијом, или без ње. Овај под је, по црквеном летопису, због оронулости, прекривен новим почетком 20. века.